# Relações entre Armênia e Turquia
As relações entre Armênia e Turquia têm sido tensas por uma série de questões históricas e políticas, incluindo as alegações relativas ao genocídio armênio e a posição turca continua de que este não ocorreu. Embora atualmente não há relações diplomáticas formais entre os dois estados modernos, foi anunciado em 10 de outubro de 2009 que os dois países concordaram em estabelecer o reconhecimento diplomático mútuo. No entanto, os esforços diplomáticos para normalizar as relações iniciadas pelos dois países com esforços de mediação da Suíça fracassaram por causa da não-resolução do conflito de Nagorno-Karabakh entre a Armênia e o Azerbaidjão.
A Turquia reconheceu o estado da Armênia logo após a sua independência em 1991, mas os dois países não conseguiram estabelecer relações diplomáticas formais. Em 1993, a Turquia reagiu à Guerra de Nagorno-Karabakh, fechando suas fronteiras com a Armênia e não desejando fazer parte deste conflito.
No rescaldo do assassinato do jornalista armênio Hrant Dink por um nacionalista turco em 2007, dezenas de milhares de cidadãos turcos marcharam em todo o país em protesto. O degelo diplomático posterior viu o presidente turco, Abdullah Gül a se tornar o primeiro líder turco a visitar a Armênia e o anúncio de um roteiro provisório para normalizar as relações diplomáticas. No entanto, devido à intensa pressão interna de ambos os lados, e as divergências entre os dois países, o degelo diplomático entre a Armênia e a Turquia foi de curta duração, e a breve abertura chegou ao fim.